# Lescuraea darjeelingensis
Lescuraea darjeelingensis là một loài Rêu trong họ Leskeaceae. Loài này được Vohra mô tả khoa học đầu tiên năm 1978.